# Пам'ятник Брюсу Лі (Мостар)
Па́м'ятник Брю́су Лі в Мостарі (босн. Spomenik Bruce Leeju u Mostaru) — скульптура актора та майстра бойових мистецтв Брюса Лі, відкрита 26 листопада 2005 року в боснійському місті Мостар у міському парку Зриневац. Автор — Іван Фійолич. Перший у світі пам'ятник Брюсу Лі. Скульптура символізувала мирне життя в місті, зруйнованому під час війни у Боснії і Герцеговині.
У березні 2024 року статую було викрадено з постаменту, а невдовзі поліція виявила розпиляну статую, яку хтось намагався здати на металобрухт. Пізніше пам'ятник на прохання сім'ї Лі з міркувань безпеки перевезли до Сіетла.

## Історія
Ідею пам'ятника висловила спільнота «Міський рух — Мостар» на чолі з Ніно Распудичем і Веселином Гатало. Вони хотіли створити в місті символ вірності, майстерності, дружби і справедливості, який допоміг би об'єднати різних жителів міста, яке пережило війну та міжнаціональні чвари — не лише молоде і старе покоління, а й сербів, хорватів і боснійців, що живуть у місті. На думку авторів задуму, Брюс Лі був однаково далекий від Мостара, тому «ніхто не ставив би питання, що він робив під час Другої світової», а своїми ролями актор доводив істинність тези про перемогу добра над злом. Фільми з Брюсом Лі мали значну популярність ще в соціалістичній Югославії.
Мостарський пам'ятник відкрито 26 листопада 2005 року у присутності послів Китаю та Німеччини, які надавали авторам підтримку у створенні скульптури. Цей пам'ятник відкрито на добу раніше, ніж пам'ятник у Гонконгу, який відкрили наступного дня 27 листопада — в день 65-річчя від дня народження Брюса Лі. Пам'ятник зображав Брюса Лі в бойовій стійці на постаменті з підписом «Брюс Лі. Твій Мостар», автор проєкту — Іван Фійолич. Висота скульптури — 168 см при тому, що реальний зріст Брюса Лі становив 172 см. Пам'ятник довго вважали символом єдності в місті, який зазнав руйнувань під час війни.

## Випадки вандалізму
Після відкриття пам'ятник став об'єктом постійних нападок з боку вандалів: його неодноразово відправляли на реставрацію, одна з яких затягнулася до травня 2013 року. Місцеві хорвати та боснійці скаржилися, що статуя, яка представляла бойову стійку Брюса Лі, дивилася на їхню частину міста, і вважали це провокацією. Автори змушені були повернути статую в інший бік, щоб та ні в кого не викликала обурення.
У ніч із 2 на 3 березня 2024 року статую Брюса Лі було вкрадено. Через шість днів поліція виявила розпиляний пам'ятник, який, мабуть, хтось намагався здати на металобрухт. Поліція затримала зловмисника, який, як установив суд, перед цим ще й пограбував магазин, вкравши звідти потрібні для демонтажу інструменти. Злочинця засуджено до 9 місяців ув'язнення. Місцеві жителі сподівалися на повернення статуї: деякі з них навіть фотографувалися на порожньому постаменті у бойових стійках, характерних для кіногероїв Брюса Лі. Проте родичі актора вирішили перевезти пам'ятник до Сіетла, де похований Брюс: для цього сім'я Лі зв'язалася з американською адміністрацією, яка, у свою чергу, сповістила про це прохання посольство США в Боснії та Герцеговині. В обмін на вивезення пам'ятника сім'я пообіцяла сприяти владі Мостара у благоустрої парку і навіть запропонувала заснувати в місті фестиваль фільмів про бойові мистецтва, головний приз якого представляв би зменшену копію пам'ятника кіноактору.